# Suillia balteata
Suillia balteata är en tvåvingeart som först beskrevs av Lamb 1917.  Suillia balteata ingår i släktet Suillia och familjen myllflugor. Inga underarter finns listade i Catalogue of Life.